# EVK Szakkollégium
Az EVK Szakkollégium a Budapesti Corvinus Egyetem szakkollégiuma. 1990-ben alapították a Budapesti Corvinus Egyetem hallgatói Egyetemi Vállalkozói Kollégium néven. Fő fókuszábanban az általános business- és a vezetőképzés áll. Az EVK Szakkollégium célja, hogy a jövő gazdasági vezetői számára már az egyetemi évek alatt lehetővé tegye, hogy a szakmai tanulmányok folytatása mellett magas színvonalú gyakorlati képzésben részesüljenek, vezetői készségeket, modern gyakorlati és elméleti közgazdaságtani ismereteket sajátítsanak el, továbbá hogy a Budapesti Corvinus Egyetemen tanulmányokat folytató hallgatók tanrendjét kiegészítve az adott szakterület legelismertebb oktatóival megrendezett gyakorlatorientált szakmai alkalmak segítségével nemzetközi viszonylatban is kiemelkedő szaktudással rendelkező embereket képezzen. 
A szervezeti felépítését tekintve teljesen megfelel egy valós vállalatnak, mivel a belső működést Bizottságokba tömörülve, teljes önkormányzatisággal valósítja meg, így lehetőséget adva a tagjainak, hogy komoly szituációkban szerezzenek valós vezetői tapasztalatokat. Az EVK szakmaiságát mutatja a temérdek TDK helyezés, kiemelkedően sok Business Projekt, illetve a Corvinus Egyetem ösztöndíjaiban is rendre részesülő aktív tagok száma. A Szakkollégium további nagy előnye a körülbelül 350 fős szeniorbázis, akik között megtalálható rengeteg sikeres vállalkozó, hazai, illetve nemzetközi nagyvállalati vezető. A szervezetre jellemző továbbá az összetartó közösség és mozgalmas kollégiumi élet, legyen szó közös tanulásról, vagy éppen Balaton-parti nyári táborozásról.

## Szervezeti felépítés
Az EVK egy olyan szakkollégium, mely szervezeti felépítésében a mai vállalatok struktúrájából inspirálódott. A Pénzügy Bizottság, a Marketing Bizottság, a Külkapcsolati Bizottság és az Ügyvezető Bizottság biztosítják a mindennapi működést és előre haladást a szervezet számára. A vezetői és a tagok is teljes egészében a tagságból kerülnek ki, akik így 1 évig dolgozhatnak a csapatukkal a saját szakterületükön a szervezet fejlesztésén. A tagok szakmai gyarapodásáért a Szakmai Vezetőség a felelős, akik munkáját a Marketing Team, a Pénzügy Team és a Látókörbővítő Team segítik. Ők szervezik a különböző kurzusokat, tréningeket és előadásokat. 

### Vezetőség
A szakkollégium mindennapi életét a vezetőség koordinálja. A vezetőség két fő szervből áll Választmányból és Szakmai Vezetőségből. A Választmány tagja az Elnök, a Marketing Vezető, a Gazdasági Vezető, a Külkapcsolati Vezető és az Ügyvezető Alelnök. Fő feladatuk a kollégium működési kereteinek a fenntartása, a hosszútávú működés biztosítása. Ennek megfelelően felelnek többek között az EVK pénzügyeiért, a marketingért, a vállalati-, szenior- és összakkollégiumi kapcsolatokért vagy akár a kollégiumi élhető környezet fenntartásáért. A Szakmai Vezetőség, mint ahogy a neve is sugallja, a professzionális életet koordinálja. Ők felelnek a kurzusokért, tréningekért és egyéb szakmai programokért, illetve ellenőrzik a szakmai teamek munkáját.

### Bizottságok
Az Elnök kivételével minden vezető alatt egy bizottság működik. A bizottságok hajtják végre operatív szinten azokat a feladatokat, amelyek az éves cél végrehajtásához szükségesek, azaz az ő munkájuk jelenti a szervezet mindennapi működését. Egy bizottság 5-7 főből áll és egy-egy tag adott részterületért felel. A működést a felsővezető fogja össze és koordinálja a tagok munkáját.

### Teamek
A Teamek az EVK szakmai életének alapkövei. Minden évben 3-4 team alakul, akik az adott év folyamán kurzusokat, tréningeket és egyéb szakmai programokat szerveznek. A teameket a Teamkoordinátorok vezetik, akik összefogják és ellenőrzik a teamtagok munkáját. A szervezési feladatokon túl a teamek szakesteket tartanak a tagság számára, ahol egy adott aktuális szakmai téma kerül bemutatásra.

## Küldetés
Az EVK Szakkollégium küldetése, hogy olyan közgazdasági és üzleti vezetőket, szakembereket képezzen és neveljen, akik
- saját szakterületükön kimagasló, egyéb gazdasági területeken átlag feletti gyakorlatban is alkalmazható tudással és képességekkel bírnak,
- kiterjedt és megalapozott kapcsolatrendszerrel rendelkeznek szakmai körökben,
- átfogó rálátásuk van az üzleti élet és a gazdaság minden területére,
- rendelkeznek azokkal a készségekkel és képességekkel, amelyek kiemelkedően sikeressé tehetik őket,
- alkalmasak nagy horderejű döntések önálló vagy csoportos meghozatalára, amelyekért készek vállalni a felelősséget,
- szükség esetén a közvetlen körülményeken túl a társadalmi felelősséget, a környezet védelmét és a fejlődés hosszú távú fenntarthatóságát is képesek figyelembe venni tevékenységüknél és döntéshozatalaikban,
- folyamatos személyes fejlődésre tartanak igényt.

## Szakmai tevékenység

### Kurzusok
Az első négy EVK-s félévben minden tag kötelezően részt vesz az alapozó képzésen. A tematika kialakításánál fontos szempont, hogy olyan alapvető gazdasági ismeretekkel gazdagodjanak a hallgatók, amelyekre valóban lehet építkezni a későbbi kurzusok során. A kínálat a korral halad, de vannak visszatérő órák, melyek elengedhetetlenek az alapos üzleti szemlélet csúcsra járatásához. Ilyen a Fiskális és Monetáris Politika, melyeket neves előadók tartanak évről-évre, mint például Király Júlia, a Magyar Nemzeti Bank korábbi alelnöke. 
Ezen felül minden aktív tag a saját érdeklődési köre szerint szervezhet kurzust. Az elmúlt években számtalan új kurzus valósult meg a tagok kívánságára, néhányat említve: Energetika, Wall Street Club, Bankrotációs kurzus, Management Consulting, Data Science, Digital Marketing, Weblap szerkesztés vagy akár Borkurzus témakörökben. 

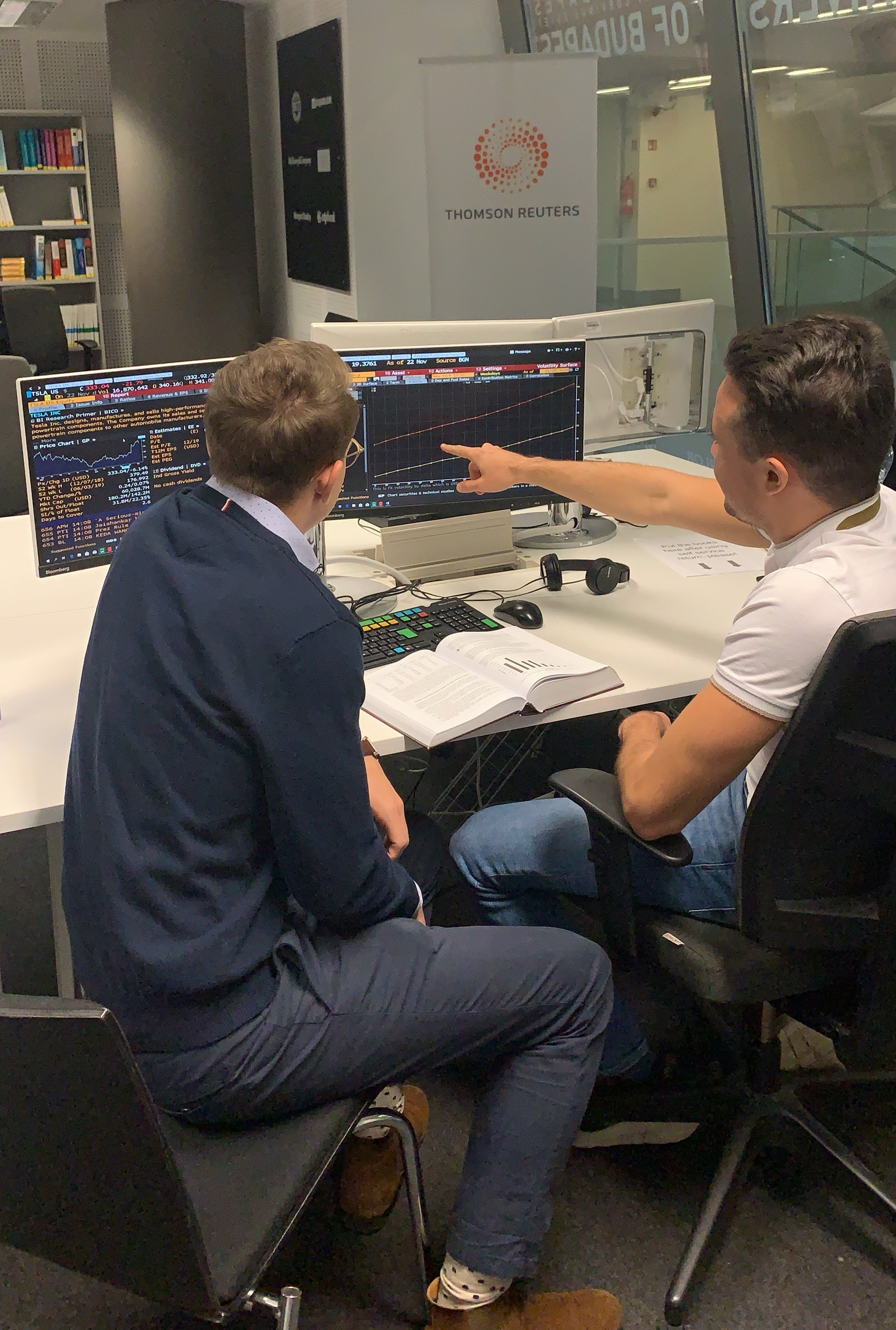
Tagjaink Bloomberg tréning közben

### Tréningek
A tréningek általánosságban egy-, szükség esetén két napos folyamatos tanulást, gyakorlást jelentenek. A tréningek célja az egyéni képességek hatékony fejlesztése. Itt olyan extra tudásra tehetnek szert a kollégium tagjai, amitől igazán kiemelkedhetnek a társaik közül. Vannak minden évben megrendezésre kerülő tréningek, ilyen a kezdő és a haladó excel tréning, amely a mai munkaerőpiacon elengedhetetlen készséggé nőtte ki magát.  A tréningpaletta azonban igen széles, íme néhány további példa: Bloomberg, külsős PR tréning, Kriptoeszközök tréning, Personal Finance tréning. Fontos kiemelni, hogy ezeket mindig az adott téma szakértője, legtöbbször külsős vállalati szakember tartja. 

### Egyalkalmasok
Az egyalkalmas előadások hasonlítanak a tréningekhez, azonban formalitását tekintve sokkal kötetlenebb, lazább hangvételű események. Ezeknek főként a látókörbővítés a célja, itt a közgazdaságtantól távol álló tudományokkal is lehet ismerkedni. Közéleti aktualitások, témák állnak az alkalmak középpontjában. Példaként remekül szolgál Kovács Zoltán „Mágus” előadása, aki a magyarországi marketing ügynökségek egyik legnagyobb alakja. De jól szemlélteti a kínálat diverzitását Schiffer András előadása az önkormányzati választásokkal kapcsolatban, vagy Dr. Hevesi Krisztina a szexuálpszichológia előadása. Ezek az alkalmak inkább párbeszéd jellegűek, mintsem tantermi órák, a tagságnak lehetősége van az őket foglalkoztató kérdéseket feltenni.

### Business Projektek
A Business Projektek elsősorban a gyakorlati tudást, a vállalati kapcsolatépítést és networkinget állítják a középpontba. A tagok kiemelkedő cégekkel dolgozhatnak együtt egy projekt keretein belül, fél éven keresztül. Az outputot vezetők számára prezentálják, amely remek fejlődési lehetőségeket rejt magában. Partnereik között megtalálható a Groupama, a Deloitte, az OTP Bank, de dolgoztak már közösen többek között a Revoluttal is. 

### Országos Esettanulmány Verseny (OEV)
Már több, mint 20 éve az EVK Szakkollégium tagjai szervezik a Kárpát-medence egyik legrangosabb üzleti esetoldó versenyét, az Országos Esettanulmány Versenyt, amely során tehetséges egyetemisták vezető vállalatok valós problémáira keresnek megoldást. A csapatverseny lehetőséget biztosít a gazdasági beállítottságú fiataloknak, hogy összemérjék problémamegoldó képességüket és prezentálják innovatív ötleteiket a nagyvállalatok képviselőinek, akik aktív résztvevői és elkötelezett támogatói a rendezvénynek.

## Közösségi programok

### Nyílt programok
A EVK Szakkollégium az egész év során lehetőséget nyújt az érdeklődő gólyák számára, hogy nyílt szakmai és közösségi programjain megismerjék a tagságot, valamint munkásságukat. Az őszi, majd tavaszi szemeszter során megrendezésre kerül az EVK Business Nights nyílt kurzussorozat, melyen a résztvevők startupokról, tőzsdepiaci helyzetről, vagy akár digitális marketingről is tanulhatnak. Ami a közösségi pillért illeti, az év során változatos programok kerülnek megrendezésre az EVK-sok által, legyen szó sörgyár látogatásról, szabadulószoba tervezésről, vagy a már hagyománnyá vált EVK Red Carpet buli szervezéséről. Az elsősök számára érdekes program továbbá a tavaszi Bevonó Tábor, ahol a szervezet a potenciális tagjainak mutatkozik be közösségi és szervezeti oldaláról. A programok lefolyása után, a tavaszi félév második felében kerül sor a Felvételire, ahol a szakkollégisták meggyőződnek arról, hogy kik legyenek jövőbeli EVK-sok.

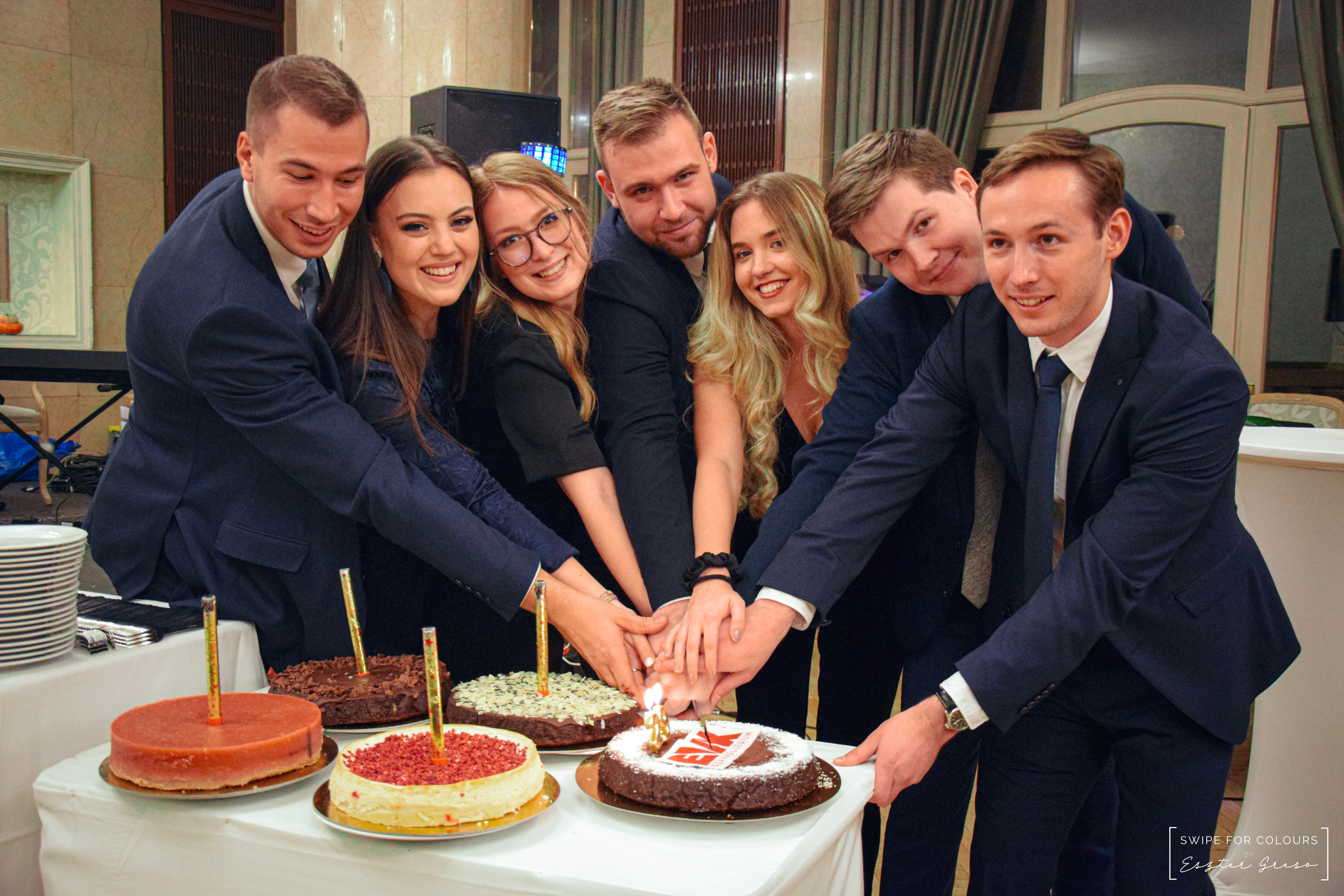
EVK Születésnap

### EVK Születésnap
A szakkollégium minden év novemberében megünnepli fennállásának évfordulóját. Az újonnan felvett kollégisták műsorukkal ezen az eseményen mutatkoznak be a tagságnak. Emellett már hagyománnyá nőtte ki magát az EVK Band koncertje, valamint a szakkollégium szülinapi tortájának Vezetőség általi felvágása. A szülinapi ünneplés rendkívül fontos esemény a szakkollégium életében, ahol mind az aktív tagok, mind a szeniorok lelkes résztvevők.

### Táborok
A tagok minden évben részt vesznek táborokban is, melyek célja a csapatépítés mellett a szakmai fejlődés. Ősszel egy kifejezetten tréningekre épülő táborban, míg tavasszal a gólyák számára is nyitott Bevonó Táborban, valamint a szakmai fókuszú konferencia táborban vehetnek részt a tagok. Nyáron az újonnan felvettek integrációját elősegítő kötetlenebb, Balaton-parti tábor kerül megrendezésre.

## Külső hivatkozások
- Hivatalos honlap
- Az Országos Esettanulmány Verseny hivatalos honlapja